# Marionina filiformis
Marionina filiformis är en ringmaskart som beskrevs av Nielsen och Christensen 1959. Marionina filiformis ingår i släktet Marionina, och familjen småringmaskar. Arten är reproducerande i Sverige.